# Siw Malmkvist
Siw Gunnel Margareta Malmkvist (under en tid Mårtenson), född 31 december 1936 i Borstahusen i Landskrona, Skåne, är en svensk schlagersångare och skådespelare.
Hon blev 2016 invald i Swedish Music Hall of Fame.

## Biografi

### Uppväxt
Siw Malmkvist växte upp i ett barnrikehus i Landskrona, som ett av nio syskon. Hon är dotter till fosfatarbetaren Albert Malmkvist (1901–1979) och Sigrid Lind (1899–1988) samt äldre syster till sångerskan Lil Malmkvist och faster till Morgan Alling. Karriären började i tonåren när Siw sjöng med olika orkestrar hemma i Skåne. 1955 ställde hon upp i en sångtävling som blev avgörande för hennes fortsatta karriär. Hon vann delfinalen hemma i Skåne och fick åka till Stockholms konserthus där den stora finalen ägde rum. Hon vann där också, fick en klocka i pris och fick dessutom spela in sin första grammofonskiva "Tweedle Dee".

### Genombrott

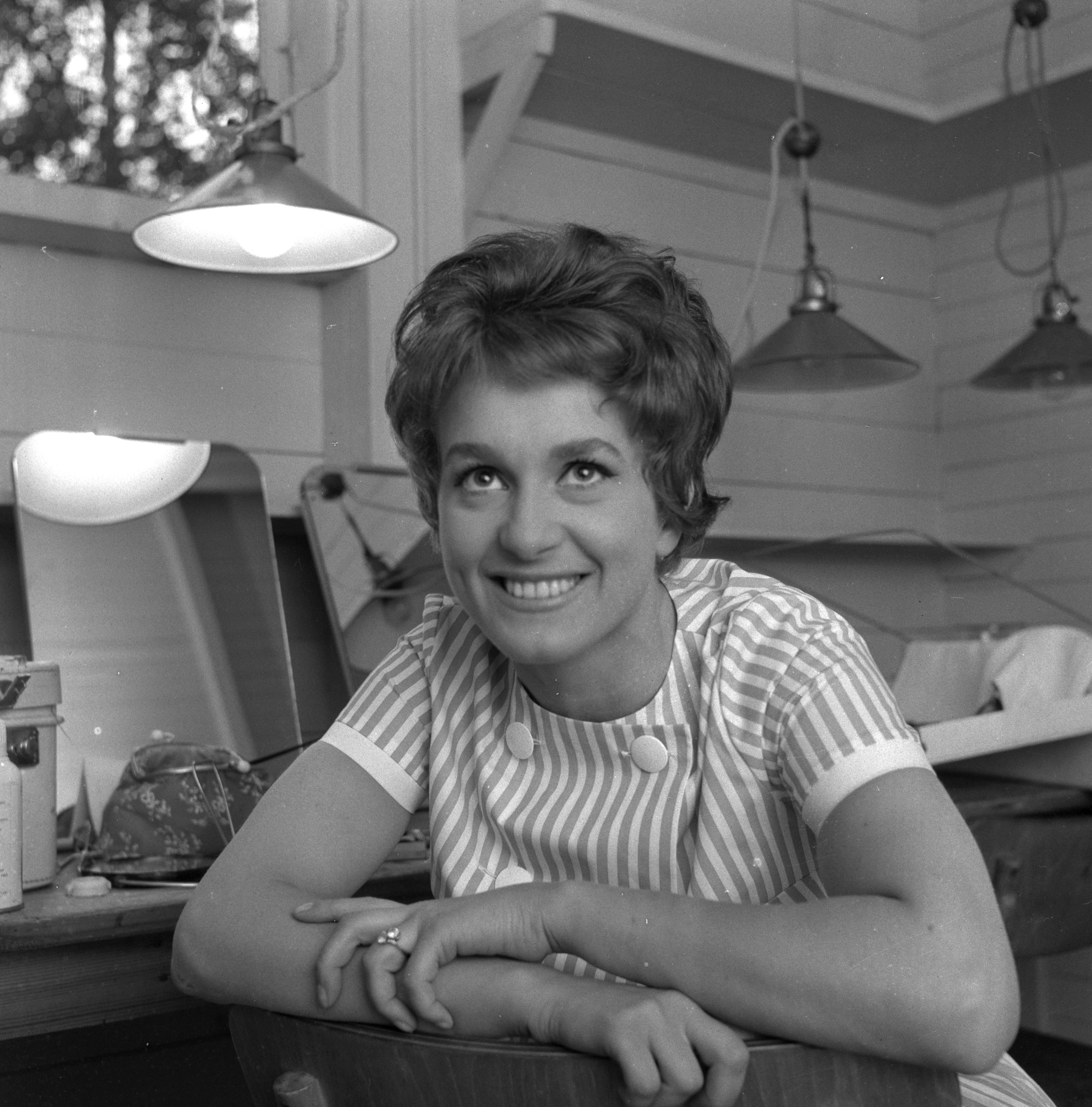
Siw Malmkvist 13 juni 1959

Genombrottet lät vänta på sig till 1959 då hon blev värdinna i Lennart Hylands TV-underhållning Stora famnen. Samma år vann hon Melodifestivalen med låten "Augustin", men det var redan på förhand bestämt att Brita Borg skulle representera Sverige i internationella finalen i Cannes. Med "Augustin" fick Siw Malmkvist sin första hit; den gick direkt in på fjärdeplatsen på branschtidningen Show-Business försäljningslista den 1 mars 1959 och såldes i över 60 000 exemplar. Hon fick dock fler chanser att komma ut i världen, 1960 fick hon representera Sverige med "Alla andra får varann" när Eurovision Song Contest 1960 avgjordes i London. Hon hamnade på tionde plats med sången som Inger Berggren och Östen Warnerbring hade vunnit med i Melodifestivalen 1960, tidigare samma år. Året därpå 1961 så vann hon Melodifestivalen med Låten "April April" tillsammans med Gunnar Wiklund.
1959 lanserades hon i dåvarande Västtyskland, där hon blev väldigt populär. Det stora genombrottet kom våren 1961 med "Danke für die Blumen", hennes tyskspråkiga version av "Du förstår ingenting" ("Wedding Cake"), som snabbt rusade upp i toppskiktet på hitlistorna och nådde som bäst fjärde plats. Året innan, 1960 hade hon spelat in en singel under pseudonymen "Die Jolly Sisters", där hon bland annat tricksjöng "Die Liebe ist ein seltsames Spiel". Skivan sålde ganska bra, men Connie Francis fick den stora hiten med melodin både på tyska och engelska. Sången var Francis' amerikanska listtoppare "Everybody's Somebody's Fool". Siw Malmkvist vann emellertid slaget om skivköparna i Sverige, där melodin döptes till "Tunna skivor". Den kom att bli hennes största succé i Sverige. "Tunna skivor" toppade försäljningslistorna i sju veckor och sålde i drygt 97 000 exemplar. Näst största succén var "Läs inte brevet jag skrev dej", också det en listetta som sålde i över 80 000 exemplar.
Från 1963 bodde hon några år i Helsingfors, med sin man Lasse Mårtenson och dotter, och spelade in några skivor på finska. Siw Malmkvist blev 1964 den andra svenska artisten på den amerikanska Billboard-listan (efter Ann-Margret). Tillsammans med Umberto Marcato sjöng hon "Sole sole sole" på italienska och låg 5 veckor på listan och nådde som bäst plats 58.

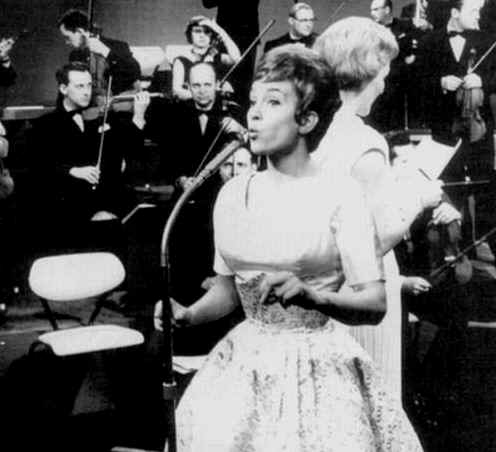
Siw Malmkvist i Melodifestivalen 1961 med låten "April April".

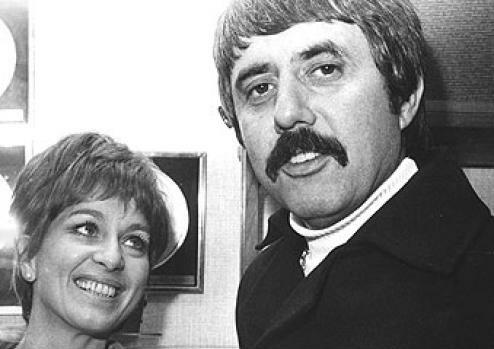
Siw Malmkvist och Lee Hazlewood 1968.

Siw Malmkvist hade stora framgångar i meloditävlingen Schlager-Festspiele i Baden-Baden. Vid debuten 1962 kom hon tvåa med "Die Wege der Liebe". 1964 vann hon tävlingen med "Liebeskummer lohnt sich nicht". Den sålde i över 1 000 000 exemplar och låg etta på den västtyska försäljningslistan i tio veckor. Melodin hette "Kärleksgrubbel" när hon sjöng den på svenska. 1968 vann Siw Malmkvist en andra gång, nu med melodin "Harlekin". Året därpå vann hon Västtysklands uttagning till Eurovision Song Contest 1969. I finalen i Madrid placerade hon sig på nionde plats med "Primaballerina", en plats hon för övrigt delade med Sveriges bidrag "Judy min vän" med Tommy Körberg. Än i dag hör Siw Malmkvist till de allra populäraste utländska artisterna i Tyskland.

### Skådespelare

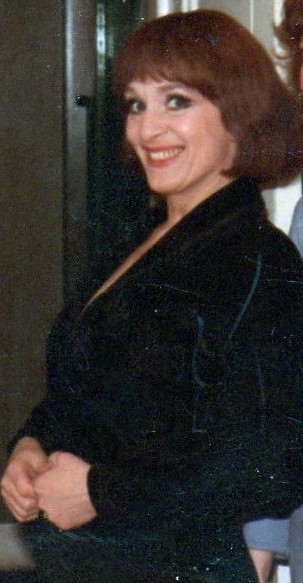
Siw Malmkvist (Luisa) bakom scenen, i musikalen NINE på Oscarsteatern, 1983.

Hon var filmstjärna i Danmark då hon spelade huvudrollen "Maj Lindquist" i Förälskad i Köpenhamn (1960). Siw Malmkvist visade sig snabbt vara en stor begåvning på scenen, inte bara som schlagersångare. Hon spelade huvudrollen i musikalen Irma la douce i Åbo 1963, medverkade i Kar de Mumma-revyn på Folkan 1972 och i Karl Gerhard-kavalkaden Hej på dig du gamla primadonna på Vasan 1976. Från 1980 gjorde hon en uppmärksammad gestaltning av Astrid Lindgrens Pippi Långstrump i en föreställning på Folkan i Stockholm. Hon spelade "Luisa", den kvinnliga huvudrollen, i musikalen Nine på Oscarsteatern 1983–1984, då mot Ernst-Hugo Järegård i den manliga huvudrollen som filmregissören "Guido". Detta var den första europeiska uppsättningen av musikalen, baserad på Federico Fellinis film 8 ½.
På senare år har hon bland annat medverkat i musikalen I hetaste laget på Nöjesteatern i Malmö (2000) och i Hans Alfredsons melodram Lille Ronny på Maximteatern (2002). 2008 gjorde hon Fräulein Schneider mot Sven Wollters Herr Schultz i Colin Nutleys uppsättning av Cabaret på Stockholms stadsteater.  2014 medverkade Malmkvist i musikalen Flashdance på Chinateatern där hon spelade rollen som Hanna. Sven Wollter och Malmkvist möts åter på scen hösten 2015 i Riksteaterns uppsättning av Ylva Lööfs komedi Aftonens ämne KÄRLEK.
På film medverkade Malmkvist som Eivor i Varning för Jönssonligan (1981).

### Senare år

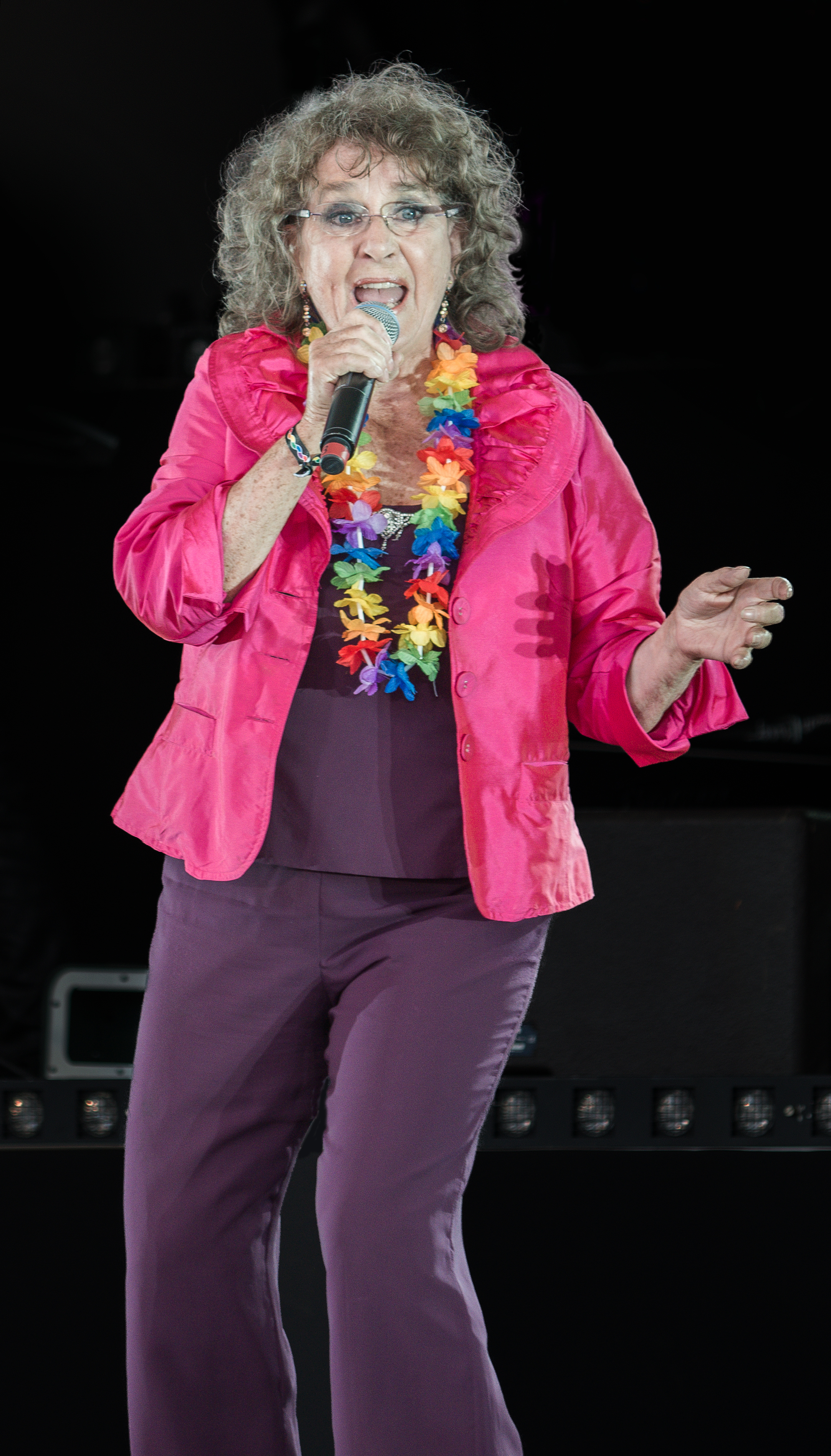
Siw Malmkvist på Stockholm Pride 2014

Hon har turnerat flitigt i folkparkerna och gjort flera egna krogshower. I mitten av 1990-talet showade hon på Hamburger Börs i Stockholm med Lill-Babs och Wenche Myhre. 2004 ställde hon återigen upp i Melodifestivalen, den gången tillsammans med Towa Carson och Ann-Louise Hanson. De deltog med sången "C'est la vie", skriven av Thomas G:son. Med sju poäng kom de tia i den stora finalen i Globen. Den 27 juli 2004 medverkade trion i Allsång på Skansen.
Åren 2003 och 2012 medverkade Siw Malmkvist i Arlövsrevyn.
Åren 2003 och 2004 deltog Siw Malmkvist i sommarturnén Diggiloo.
Den 2 juni 2004 hade Siw Malmkvist, Wenche Myhre och Gitte Henning premiär med föreställningen Gitte Wenche Siw – Die Show, som spelades i Tyskland, Österrike och Schweiz. De turnerade runt med den i fyra år tills de avslutade i Kiel i juni 2008 efter 350 föreställningar och många framträdanden i teve.
Under 2008 deltog Malmkvist i TV4-programmet Körslaget. Lag Siw blev första kör att åka ur tävlingen den 5 april. Under säsongen 2008/2009 tävlade Malmkvist i TV-programmet På spåret tillsammans med David Bexelius. Laget gick till semifinal.  Säsongen 2009/2010 medverkade hon tillsammans med Meg Westergren, Björn Ranelid, Kjell Bergqvist och Tommy Körberg i SVT1:s Stjärnorna på slottet, där Siw Malmkvist var huvudperson i första programmet av fem. 2010–2011 turnerade hon med Lill-Babs och Ann-Louise Hanson under namnet Tre damer.
I september 2010 släppte Siw Malmkvist sina memoarer, Tunna skivor av mig.
År 2011 medverkade hon i Allsång på Skansen där hon sjöng ett potpurri av sina låtar, vilket hon fick stående ovationer av från publiken.
2012 var hon med i släktforskningsprogrammet "Vem tror du att du är?". Där hon fick reda på att hennes förfäder bland annat var soldater i Slaget vid Poltava och även att hon hade snapphanar i släkten som var med vid Loshultskuppen då svenska krigskassan stals.
År 2013 var hon återigen med i Melodifestivalen tillsammans med Towa Carson och Ann-Louise Hanson, men inte som tävlande utan som öppningsakt och pausunderhållning, i den andra deltävlingen.
Malmkvist har sedan tonåren sysslat med akvarellmålning. Hösten 2024 ställde hon för första ut sin konst på en konstutställning, i Pumphusets popup-galleri i Landskrona. år 2025 gav hon, i samarbete med sina barn, ut en bok med minnen och egna akvareller, Från mitt köksbord.

### Familj
Siw Malmkvist var gift 1963–1969 med den finlandssvenske musikern Lasse Mårtenson. Tillsammans har de en dotter. Malmkvist var från 1971 sambo med skådespelaren Fredrik Ohlsson fram till hans död 2023. De har gemensamt sonen Henrik Ohlsson (sångare i Münning och Baba Guesthouse), född 1973.

## Listframgångar
Siw Malmkvist har spelat in runt 600 låtar på tio olika språk (svenska, engelska, finska, norska, danska, tyska, nederländska, franska, italienska och spanska) och har fram till 2012 haft 40 låtar på Svensktoppen. Bland hennes många hittar kan nämnas: "Jazzbacillen", "Flickor bak i bilen", "Skona mitt hjärta, "Slit och släng", "Lyckans ost", "Mamma är lik sin mamma", "Samma gamla sång", "Regnet det bara öser ner" och "Tunna skivor". Debuten på Svensktoppen skedde 17 mars 1963, då "Gulle dej" blev listtvåa. Hennes mest framgångsrika år på Svensktoppen var 1967, då hon lyckades placera tio melodier på listan.
18 juli 1964 blev hon den andra svensken på Billboards Hot100 i USA med låten "Sole Sole Sole" (tillsammans med italienska sångaren Umberto Marcato). Topplaceringen för låten blev nr 58.

## Priser och utmärkelser (urval)
- 1976 – Karl Gerhards hederspris
- 2005 – Tigertassen[30]
- 2010 – H.M. Konungens medalj av guld i åttonde storleken (Kon:sGM8) för mångåriga uppskattade insatser som artist och sångerska[31]
- 2010 – Minnesstatatyett för 60 år på scenen-jubileum.
- 2013 - Siw Malmkvist fick en minnessten på Landskrona Walk of Fame som invigdes av Sveriges Konung Carl XVI Gustaf
- 2016 –  Invald i Swedish Music Hall of Fame[32]

## Diskografi i urval

### Singlar i Sverige
- 1955 – Tweedlee dee / Ro Ro Ro Robinsson
- 1955 – Bambino / Vi har det underbart
- 1955 – Freddy / Mig kysser ingen
- 1956 – Cha-Cha-Cha / Ta mej i famn
- 1956 – Titta på varandra / Hernandos Separée
- 1956 – En hemvävd stillsam tös / Tiritomba
- 1956 – Två små fåglar på en gren / På vår alp
- 1957 – Mister Wonderful / Vill du ta me' te' månen
- 1957 – Tammy / Hon sa'
- 1958 – Den som glad är / Piccolissima serenata
- 1958 – Det är min melodi / Pnutteliputten
- 1959 – Jazzbacillen (DECCA KARUSELL – METRONOMES HIT PARADE 1959)
- 1959 – Jazzbacillen / Låt bli att bli kär i mig
- 1959 – The Preacher / Sermonette
- 1959 – You can't get to heaven on roller skates / There's never been a night
- 1959 – Augustin / Nya fågelsången
- 1959 – Kärleksgasen / Midnattssolen
- 1959 – Sju vackra gossar / Buon giorno amore
- 1959 – Mi scusi, mi scusi signor / Cocktail tango
- 1959 – Flickor bak i bilen / Åh vilka kyssar
- 1960 – Tunna skivor / Tänk att få se just dig på knä
- 1960 – Förälskad i Köpenhamn / Inte alls förälskad
- 1960 – Skeed lee bee / Låt bli, sluta spela
- 1960 – Är det så svårt / Melody for two
- 1961 – Wedding Cake / Red Roses and Little White Lies
- 1961 – Bortom bergen / För kärleks skull
- 1961 – Du har bara lekt med mej / Pär var inte där
- 1961 – April, april / Du förstår ingenting
- 1962 – Läs inte brevet jag skrev dej / Det var en gång i Trinidad
- 1962 – Music music music / Nattkorv och polka
- 1963 – Gulle dej / Monsieur
- 1963 – Midnattssolen
- 1964 – Sole sole sole (på italienska)
- 1966 – Bergsprängartango / Visa till sommaren
- 1966 – Tango Jällivaarassa / En koskaan voinut unhoittaa
- 1966 – Den person som tillgrep en väska i grönt i kön på Centralen igår / Gustav Lindströms visa
- 1966 – Slit och släng / Jag kunde aldrig glömma dig
- 1967 – Arvid / Downtown
- 1967 – Bergsprängartango
- 1967 – Gullegris / Monsieur kannibal
- 1967 – Sprattelgumma / Nånting fånigt
- 1967 – En hipp häpp happening / Samma gamla sång
- 1967 – Underbart spännande ställen / Tala med djuren
- 1967 – Här är korsvägen
- 1967 – Eddie
- 1968 – Min rockefeller / Var finns det ord
- 1968 – Livet är fullt av svindlande affärer / Här är Korsvägen
- 1968 – Sadie the cleaning lady / The man who took the valice off the floor of the grand central station at noon
- 1968 – Vackraste paret i världen / Jag är kvinna, du är man
- 1968 – Jon Andreas visa / Den som lever får se
- 1968 – Sen drömmer jag en stund om dej / Hjälten hela dan, Tegelbruksgatan 20
- 1968 – Mamma är lik sin mamma / Ingenting går upp mot gamla Skåne
- 1969 – Lyckans ost / Prima Ballerina
- 1969 – Zum zum zum / Leonard, Lisa och Leif
- 1969 – Primaballerina / Mir fehlt der Knopf am Pyjama
- 1970 – Regnet det bara öser ner / La la la
- 1970 – Kärlek på croisette
- 1970 – Ljuva barndomstid / Spanska Siw
- 1971 – Lyssna till min melodi / Frihetssång
- 1971 – Förr dög det bra med bara dragspel / Att man aldrig blir stor
- 1971 – Att man aldrig blir stor / Vind för våg
- 1971 – På en gammal bänk / Ett rött äpple
- 1973 – När du ler / En blomma du får för vår kärlek
- 1973 – Peppar peppar ta i trä / Hörru Karlsson
- 1975 – Paloma blanca / Det sa boom
- 2004 – C'est la vie – med Ann-Louise Hansson och Towa Carson
- 2013 – Pensionär / Maj-Gull / Bingohall / C'est la vie – med Ann-Louise Hansson och Towa Carson

### Album: Både i Sverige och andra länder
- 1959 – Siw Malmkvist
- 1960 – Förälskad i Köpenhamn
- 1961 – Siw 1
- 1963 – Siw
- 1963 – Siw 2
- 1963 – Zu Gast bei Siw
- 1966 – Bergsprängartango
- 1967 – 12 sidor Siw
- 1967 – En hipp häpp happening
- 1967 – Gullegris
- 1967 – Sprattelgumma
- 1968 – Från Jazzbacillen till Balladen om det stora slagsmålet på Tegelbacken
- 1968 – Siw nu!
- 1968 – Harlekin
- 1968 – Jon Andreas visa
- 1968 – Sen drömmer jag en stund om dej
- 1969 – Primaballerina
- 1969 – Zum Zum Zum
- 1970 – Underbara Siw
- 1970 – Spanska Siw
- 1970 – Regnet det bara öser ner
- 1971 – Mycket Siw och lite dragspel
- 1971 – Att man aldrig blir stor
- 1974 – Ragtime
- 1975 – Greatest Hits 1958-75 Vol 1
- 1976 – Explosiw
- 1980 – Pippi Långstrump på Folkan
- 1983 – Liebeskummer lohnt sich nicht
- 1985 – Alla tiders Siw
- 1988 – Det är kärlek
- 1988 – Siwans klassiker
- 1993 – Collection
- 1995 – Siw Malmkvist
- 1995 – Siwan! (3-cd-box)
- 1995 – Originalinspelningar 1955–1980
- 1999 – Tunna skivor och andra Guldkorn
- 1999 – Skona mitt hjärta och andra guldkorn volym 2
- 2000 – Guldkorn Volym 1
- 2000 – Guldkorn Volym 2
- 2003 – Siws bästa
- 2003 – Guldkorn – Siw Malmkvist & Tove
- 2006 – Amore bambini e pasta
- 2008 – Danke für die Blumen
- 2008 – Hast du jemals geliebt?
- 2010 – Tunna skivor av mig (bok + cd)
- 2012 – Schlagersabotörerna (bok + cd)
- 2014 – Masterpieces presents Siw Malmkvist: Hits & Raritäten
- 2014 – Masterpieces presents Siw Malmkvist: 10 greatest hits
- 2014 – Masterpieces presents Siw Malmkvist: Danke für die
- 2014 – Masterpieces presents Siw Malmkvist: 5 greatest hits
- 2016 - Danke für die Blumen - 50 große Erfolge
- 2016 - The Best

## Filmografi (i urval)
- 1959 – Testfilm Siw Malmkvist
- 1960 – Förälskad i Köpenhamn
- 1960 – Låten från båten
- 1961 – Was macht Papa denn in Italien?
- 1962 – Drei Liebesbriefe aus Tirol
- 1963 – Pop i topp
- 1963 – Verrückt und zugenäht
- 1965 – Siw Malmkvist Show (Svensk TV-produktion AB)
- 1979 – Trolltider (julkalender)
- 1981 – Varning för Jönssonligan
- 1996 – Ringaren i Notre Dame (röst som Laverne)
- 1999 – Tarzan (röst som Tantors mamma)
- 2000 – Pelle Svanslös och den stora skattjakten
- 2000 – Kejsarens nya stil (röst som Yzma)
- 2004 – Kogänget (röst som Pearl)
- 2004 – Det levande slottet (röst som Ödehäxan)
- 2009 – Så olika
- 2011 – Getingdans
- 2019 – Enkelstöten (TV-serie)
- 2021 – Seniorsurfarna (TV-serie)
- 2021 – Så mycket bättre (TV-serie)

## Teater/shower/musikaler (ej komplett)
| År   | Roll               | Produktion                                                  | Regi             | Teater                          |
| ---- | ------------------ | ----------------------------------------------------------- | ---------------- | ------------------------------- |
| 1961 | Irma la Douce      | Irma la Douce                                               |                  | Åbo Svenska Teater              |
| 1971 | Medverkande        | Kar de Mummas nyårsrevy, revy Kar de Mumma                  | Hasse Ekman      | Folkan                          |
| 1972 | Sibyl              | Privatkiv Noël Coward                                       | Sven Lindberg    | Lisebergsteatern                |
| 1974 | Medverkande        | Hej på dig, du gamla primadonna                             | Per Gerhard      | Vasateatern                     |
| 1976 | Medverkande        | Hem till stan, revy Kar de Mumma                            | Hans Dahlin      | Folkan                          |
| 1980 | Pippi Långstrump   | Pippi Långstrump                                            | Staffan Götestam | Folkan                          |
| 1983 | Luisa              | Nine Maury Yeston och Arthur Kopit                          | Gene Nettles     | Oscarsteatern                   |
| 1984 | Lina               | Emil i Lönneberga                                           | Staffan Götestam | Göta Lejon                      |
| 1985 | Hilda              | Skål                                                        | Lars Amble       | Maximteatern                    |
| 1987 | Medverkande        | Parneviks Oscarsparty, revy Bosse Parnevik                  | Yngvar Numme     | Oscarsteatern                   |
| 1990 | Medverkande        | Tingel Tangel på Tyrol, revy Povel Ramel och Hans Alfredson | Mikael Ekman     | Restaurang Tyrol                |
| 1995 |                    | Tillsammans igen för första gången                          |                  | Hamburger Börs                  |
| 1996 |                    | Tre tjejer                                                  |                  |                                 |
| 2000 | Sweet Sue          | I hetaste laget                                             | Anders Aldgård   | Nöjesteatern                    |
| 2002 |                    | Lille Ronny                                                 | Hans Alfredson   | Maximteatern                    |
| 2003 |                    | Mitt i 9:an                                                 |                  | Arlövsteatern                   |
| 2004 |                    | Gitte-Wenche-Siw-Die Show                                   |                  | Tyskland, Österrike och Schweiz |
| 2008 | Fräulein Schneider | Cabaret John Kander, Fred Ebb och Joe Masteroff             | Colin Nutley     | Stockholms stadsteater          |
| 2012 |                    | Arlövsrevyn                                                 |                  | Arlövsteatern                   |
| 2014 | Hanna              | Flashdance the musical Tom Hedley och Robert Cary           | Anders Albien    | Chinateatern                    |
| 2015 | Lillemor           | Aftonens ämne KÄRLEK                                        |                  |                                 |
| 2021 |                    | I väntan på entré Lotta Olsson                              | Hans Marklund    | Kulturhuset Stadsteatern        |